# Jordan Stanisławów
Jordan Stanisławów (hebr.: מועדון ספורט יהודי ג'ורדן סטאַניסלעװ, Mu'adon Sport Yahodi Yordan Stanislew) – żydowski klub piłkarski z siedzibą w mieście Stanisławów (obecnie Iwano-Frankiwsk na Ukrainie), działający w latach 1922–1923.

## Historia
Chronologia nazw:
- 1922: Ż.K.S. Jordan Stanisławów
- 1923: klub rozwiązano

Żydowski Klub Sportowy Jordan został założony w Stanisławowie na początku lat 20. XX wieku w lonie Żydowskiego towarzystwa gimnastycznego "Jordan". W 1922 roku drużyna zadebiutowała w rozgrywkach Klasy C podokręgu Stanisławowskiego Lwowskiego OZPN, zajmując ostatnie czwarte miejsce. Ale w następnym sezonie 1923 zespół zrezygnował z rozgrywek, we wszystkich 10 meczach przyznano walkower 0:5. Klub przestał istnieć, większość jego zawodników przeniosła się do lokalnego rywala, klubu Hakoah Stanisławów.